# Shareware
Shareware is een vorm van software die zonder of met weinig restricties verspreid mag worden, maar waarvoor bij herhaald gebruik wel een vastgelegd bedrag betaald moet worden. Vergelijk dit met freeware, waarvan de distributie vaak aan voorwaarden verbonden is, maar die zonder te betalen gebruikt mag worden. Over het algemeen is ook een deel van de functionaliteit verwijderd in de gratis versie, zodat de gebruiker zijn werk bijvoorbeeld niet kan opslaan of dat bepaalde functies niet werken, vergelijkbaar met crippleware. 
Deze methode (beschreven in de licentie) beschrijft in het algemeen:
- wie er rechten op distributie van de software hebben. Dit kan iedereen zijn, maar ook een selecte groep.
- dat gebruikers de software kunnen proberen in een proefperiode, voordat er tot betaling moet worden overgegaan.

Door software als shareware te verspreiden, verlaagt de producent vaak zijn kosten, omdat er bijvoorbeeld geen verpakking nodig is, en verspreiding kosteloos wordt afgehandeld door derden. 
De grens tussen shareware en traditionele commerciële software is in de jaren 1990 vager geworden, omdat aanbieders van die laatste categorie steeds vaker probeerversies van hun programma's gingen verspreiden via traditionele distributiekanalen voor shareware als downloadsites en bij computerbladen horende cd-roms en dvd-roms.

## Verschillende typen
- Adware, bevat advertenties ter bekostiging.
- Crippleware, heeft een ingebouwde beperking zodat er bijvoorbeeld geen bestanden opgeslagen kunnen worden.
- Trialware, bevat een ingebouwde tijdsbeperking waarin de gebruiker het pakket kosteloos kan uitproberen.
- Donationware, men wordt om een vrijwillige financiële bijdrage gevraagd.
- Nagware, blijft de gebruiker storen met meldingen om het volledige pakket aan te schaffen.
- Freemium, de basisfuncties zijn gratis, maar men moet betalen om de volledige functies van de software te kunnen gebruiken.
- Postcardware, de gebruiker wordt gevraagd om een kaartje te versturen naar de ontwikkelaar.